# CONSUR Sevens 2021
CONSUR Sevens 2021 – trzynaste mistrzostwa strefy CONSUR w rugby 7 mężczyzn, oficjalne międzynarodowe zawody rugby 7 o randze mistrzostw kontynentu organizowane przez Sudamérica Rugby mające na celu wyłonienie najlepszej męskiej reprezentacji narodowej w tej dyscyplinie sportu w strefie CONSUR, które odbyły się w kostarykańskiej stolicy San José w dniach 27–28 listopada 2021 roku. Turniej służył również jako kwalifikacja do Pucharu Świata 2022.
Faworyzowane zespoły Brazylii, Urugwaju i Chile w pierwszej fazie grupowej nie oddały przeciwnikom choćby punktu, dwie pierwsze drużyny powtórzyły ten wyczyn także w drugiej fazie grupowej. W swoich półfinałach lepsi okazali się Chilijczycy i Urugwajczycy zyskując awans do PŚ 2022, a w finale lepsi okazali się reprezentanci Urugwaju zdobywając tym samym drugi tytuł mistrzowski. Najlepszym zawodnikiem został uznany przedstawiciel triumfatorów, Mateo Viñals, mogący pochwalić się hat trickiem w decydującym pojedynku.

## Informacje ogólne
Federación de Rugby de Costa Rica otrzymała prawa do organizacji turnieju w październiku 2021 roku, propozycja obejmowała także możliwość ich przedłużenia na kolejne cztery lata. Zawody zostały rozegrane w dniach 27–28 listopada 2021 roku na Estadio Nacional w San José. O medale tej imprezy oraz dwa miejsca w Pucharze Świata 2022 walczyło dziewięć reprezentacji podzielonych na trzy trzyzespołowe grupy rywalizujące systemem kołowym. Po dwie najlepsze zespoły z każdej grupy awansowały do turnieju Cup, trzecie zaś do Plate. Obydwa te turnieje ponownie rozgrywane były systemem kołowym w trzech trzyzespołowych grupach, po czym odbyła się faza pucharowa. Składy drużyn.

## Pierwsza faza grupowa

### Grupa A
| 27 listopada 202109:00 | Gwatemala | 17:10 | Panama | Estadio Nacional, San José |
| 27 listopada 202109:00 |           | 17:10 |        | Estadio Nacional, San José |

| 27 listopada 202111:06 | Brazylia | 71:0 | Panama | Estadio Nacional, San José |
| 27 listopada 202111:06 |          | 71:0 |        | Estadio Nacional, San José |

| 27 listopada 202113:42 | Brazylia | 80:0 | Gwatemala | Estadio Nacional, San José |
| 27 listopada 202113:42 |          | 80:0 |           | Estadio Nacional, San José |

### Grupa B
| 27 listopada 202109:22 | Salwador | 5:27 | Peru | Estadio Nacional, San José |
| 27 listopada 202109:22 |          | 5:27 |      | Estadio Nacional, San José |

| 27 listopada 202111:28 | Chile | 34:0 | Salwador | Estadio Nacional, San José |
| 27 listopada 202111:28 |       | 34:0 |          | Estadio Nacional, San José |

| 27 listopada 202114:04 | Chile | 38:0 | Peru | Estadio Nacional, San José |
| 27 listopada 202114:04 |       | 38:0 |      | Estadio Nacional, San José |

### Grupa C
| 27 listopada 202109:44 | Kostaryka | 41:0 | Nikaragua | Estadio Nacional, San José |
| 27 listopada 202109:44 |           | 41:0 |           | Estadio Nacional, San José |

| 27 listopada 202111:50 | Urugwaj | 66:0 | Nikaragua | Estadio Nacional, San José |
| 27 listopada 202111:50 |         | 66:0 |           | Estadio Nacional, San José |

| 27 listopada 202114:26 | Kostaryka | 0:48 | Urugwaj | Estadio Nacional, San José |
| 27 listopada 202114:26 |           | 0:48 |         | Estadio Nacional, San José |

## Druga faza grupowa

### Cup 1
| 27 listopada 202115:48 | Brazylia | 54:0 | Kostaryka | Estadio Nacional, San José |
| 27 listopada 202115:48 |          | 54:0 |           | Estadio Nacional, San José |

| 28 listopada 202109:00 | Kostaryka | 0:28 | Peru | Estadio Nacional, San José |
| 28 listopada 202109:00 |           | 0:28 |      | Estadio Nacional, San José |

| 28 listopada 202109:44 | Brazylia | 41:0 | Peru | Estadio Nacional, San José |
| 28 listopada 202109:44 |          | 41:0 |      | Estadio Nacional, San José |

### Cup 2
| 27 listopada 202116:10 | Urugwaj | 15:0 | Chile | Estadio Nacional, San José |
| 27 listopada 202116:10 |         | 15:0 |       | Estadio Nacional, San José |

| 28 listopada 202109:22 | Chile | 55:0 | Gwatemala | Estadio Nacional, San José |
| 28 listopada 202109:22 |       | 55:0 |           | Estadio Nacional, San José |

| 28 listopada 202111:06 | Urugwaj | 58:0 | Gwatemala | Estadio Nacional, San José |
| 28 listopada 202111:06 |         | 58:0 |           | Estadio Nacional, San José |

### Plate
| 27 listopada 202116:32 | Nikaragua | 10:10 | Panama | Estadio Nacional, San José |
| 27 listopada 202116:32 |           | 10:10 |        | Estadio Nacional, San José |

| 28 listopada 202111:28 | Salwador | 10:7 | Panama | Estadio Nacional, San José |
| 28 listopada 202111:28 |          | 10:7 |        | Estadio Nacional, San José |

| 28 listopada 202111:50 | Salwador | 12:12 | Nikaragua | Estadio Nacional, San José |
| 28 listopada 202111:50 |          | 12:12 |           | Estadio Nacional, San José |

## Faza pucharowa

### Mecz o 7. miejsce
| 28 listopada 202114:48 | Salwador | 5:7 | Nikaragua | Estadio Nacional, San José |
| 28 listopada 202114:48 |          | 5:7 |           | Estadio Nacional, San José |

### Mecz o 5. miejsce
| 28 listopada 202114:26 | Kostaryka | 15:12 | Gwatemala | Estadio Nacional, San José |
| 28 listopada 202114:26 |           | 15:12 |           | Estadio Nacional, San José |

### Cup
|  |                   |           |           |                   |   |         |         |       |
|  | Półfinały         | Półfinały | Półfinały |                   |   | Finał   | Finał   | Finał |
|  | Półfinały         | Półfinały | Półfinały |                   |   | Finał   | Finał   | Finał |
|  | 28 listopada 2021 |           |           |                   |   |         |         |       |
|  |                   |           |           |                   |   |         |         |       |
|  | Chile             | Chile     | 21        |                   |   |         |         |       |
|  | Chile             | Chile     | 21        | 28 listopada 2021 |   |         |         |       |
|  | Brazylia          | Brazylia  | 14        |                   |   |         |         |       |
|  | Brazylia          | Brazylia  | 14        |                   |   | Urugwaj | Urugwaj | 21    |
|  | 28 listopada 2021 |           |           |                   |   | Urugwaj | Urugwaj | 21    |
|  |                   |           | Chile     | Chile             | 0 |         |         |       |
|  | Urugwaj           | Urugwaj   | Chile     | Chile             | 0 | 47      |         |       |
|  | Urugwaj           | Urugwaj   |           |                   |   |         |         |       |
|  | Peru              | Peru      | 0         |                   |   |         |         |       |
|  | Peru              | Peru      | 0         | Mecz o 3. miejsce |   |         |         |       |
|  |                   |           |           |                   |   |         |         |       |
|  | 28 listopada 2021 |           |           |                   |   |         |         |       |
|  |                   |           |           |                   |   |         |         |       |
|  | Brazylia          | Brazylia  | 47        |                   |   |         |         |       |
|  | Brazylia          | Brazylia  | 47        |                   |   |         |         |       |
|  | Peru              | Peru      | 0         |                   |   |         |         |       |
|  | Peru              | Peru      | 0         |                   |   |         |         |       |

| 28 listopada 202113:42 | Chile | 21:14 | Brazylia | Estadio Nacional, San José |
| 28 listopada 202113:42 |       | 21:14 |          | Estadio Nacional, San José |

| 28 listopada 202114:04 | Urugwaj | 47:0 | Peru | Estadio Nacional, San José |
| 28 listopada 202114:04 |         | 47:0 |      | Estadio Nacional, San José |

| 28 listopada 202116:31 | Urugwaj | 21:0 | Chile | Estadio Nacional, San José |
| 28 listopada 202116:31 |         | 21:0 |       | Estadio Nacional, San José |

| 28 listopada 202116:05 | Brazylia | 47:0 | Peru | Estadio Nacional, San José |
| 28 listopada 202116:05 |          | 47:0 |      | Estadio Nacional, San José |

## Klasyfikacja końcowa
| Miejsce | Reprezentacja | Uwagi            |
| ------- | ------------- | ---------------- |
| 1       | Urugwaj       | awans na PŚ 2022 |
| 2       | Chile         | awans na PŚ 2022 |
| 3       | Brazylia      | -                |
| 4       | Peru          | -                |
| 5       | Kostaryka     | -                |
| 6       | Gwatemala     | -                |
| 7       | Nikaragua     | -                |
| 8       | Salwador      | -                |
| 9       | Panama        | -                |